# Афродита Хвощинского
Афродита Хвощинского — скульптура неизвестного автора, памятник античности из собрания ГМИИ имени Пушкина. Одна из немногих античных статуй Венеры на территории России, имеющих личное имя. Типологически относится к иконографии Венеры Медичи.
Римская копия с эллинистической скульптуры III—II веков до н. э. Происхождение скульптуры неизвестно. Названа в честь одного из своих прежних владельцев — коллекционера В. Б. Хвощинского. В Государственном музее изобразительных искусств имени А. С. Пушкина находится с 1924 года. Практически скульптура представляет собой один торс богини, так как утеряны голова и руки, сильно пострадали ноги.
Долгое время статуя находилась в плачевном состоянии. Была необходима её переустановка с заменой основания, удаление потемневших пятен, переклейка нижней части правой ноги, а также консервация. Все эти работы были выполнены в мастерских Пушкинского музея с привлечением реставраторов и специалистов из Государственного научно-исследовательского института реставрации и Всероссийского художественного научно-реставрационного центра имени академика И. Э. Грабаря. В настоящее время скульптура находится в 4-м зале главного здания музея.
Хотя утрачены основные элементы статуи, искусствоведы предполагают, что богиня имела чуть повернутую в сторону голову, возможно, прикрывала своими руками тело; возле неё мог находиться какой-нибудь атрибут в виде вазы или дельфина. Несмотря на плохое первоначальное состояние работы, её исполнение отличает большое мастерство, что видно по соразмерности пропорций тела — груди, бёдер и живота.